# 참드 (2018년 드라마)
《참드》(영어: Charmed)는 미국의 판타지 드라마이다. 1998년부터 2006년까지 The WB에서 방영된 동명 텔레비전 드라마의 리부트 작품이다. 2018년 10월 14일부터 2022년 6월 10일까지 The CW에서 방영되었다.